# هیرام ال. فانگ
هیرام ال. فانگ (به انگلیسی: Hiram L. Fong) سناتور سابق عضو حزب جمهوری‌خواه ایالات متحده آمریکا بود. وی در سال ۱۹۵۹ تا ۱۹۷۷ میلادی سناتور ایالت هاوائی در سنای ایالات متحده آمریکا بود.